# Kickboxer : L'Héritage
Pour les articles homonymes, voir Kickboxer.
Série Kickboxer
Kickboxer: Vengeance
(2016) Kickboxer: Armaggedon
(????)
Pour plus de détails, voir Fiche technique et Distribution.
Kickboxer : L'Héritage (Kickboxer: Retaliation) est un film américain réalisé par Dimitri Logothetis, sorti en 2018. Il fait suite à Kickboxer: Vengeance (2016), qui est un reboot de la franchise Kickboxer.

## Synopsis
Kurt Sloane est forcé de revenir en Thaïlande, pour affronter le terrible Mongkut.

## Fiche technique
Sauf indication contraire, les informations mentionnées dans cette section peuvent être confirmées par la base de données cinématographiques IMDb,  présente dans la section « Liens externes ».
- Titre original : Kickboxer: Retaliation
- Titre français : Kickboxer : L'Héritage
- Réalisation et scénario : Dimitri Logothetis
- Costumes : Terri Middleton
- Production : Robert Hickman

Producteurs délégués : Nicholas Celozzi, Bey Logan, Nat McCormick, Larry Nealy et Steven Swadling
Producteur associé : Christopher Meyer
- Société de production : Our House Films
- Pays d'origine :  États-Unis
- Langue originale : anglais
- Genre : action
- Dates de sortie[2] : 
  -  États-Unis : 26 janvier 2018 (Directement en vidéo)
  -  France : 4 avril 2018 (Directement en vidéo)

## Distribution
- Alain Moussi (VF : Benjamin Pascal): Kurt Sloane
- Jean-Claude Van Damme (VF : Patrice Baudrier) : Maître Durand
- Christophe Lambert (VF : Vincent Ribeiro) : Thomas Moore
- Sara Malakul Lane : Liu
- Hafþór Júlíus Björnsson : Mongkut
- Mike Tyson (VF : Thierry Mercier) : Briggs
- Sam Median (VF : Yann Guillemot) : Crawford
- Brian Shaw : Huge Convict
- Roy Nelson : Big Country
- Ronaldinho : Ronaldo
- Wanderlei Silva : Chud
- Fabrício Werdum : Fabrício
- Renzo Gracie : lui-même
- Frankie Edgar : lui-même
- Maurício Rua : lui-même

## Production

### Genèse et développement
En novembre 2015, les sociétés Headmon Entertainment et Acme Rocket Fuel annonce la mise en chantier d'une suite de Kickboxer: Vengeance, intitulée Kickboxer 2: Retaliation, alors que le premier n'est pas encore sorti. Rob Hickman le produira via Headmon Entertainment avec Dimitri Logothetis et Ted Field et Radar Pictures. Le titre est finalement changé en Kickboxer: Retaliation lorsque la préproduction début en février 2016. Dimitri Logothetis, coscénariste du précédent, est annoncé comme réalisateur et scénariste. Our House Films et Acme Rocket Fuel produiront le film.

### Distribution des rôles
L'acteur islandais Hafþór Júlíus Björnsson, révélé par Game of Thrones, rejoint la distribution en février 2016.
Le 23 mai 2016, la pratiquante d'arts martiaux mixtes Paige VanZant est annoncée dans le film et fera ainsi ses débuts au cinéma. Les acteurs du précédents films, Alain Moussi, Jean-Claude Van Damme, Dave Bautista rejoignent à leur tour la distribution. Le 25 mai 2016, l'ancien champion du monde de boxe anglaise Mike Tyson est annoncé,.
En juin 2016, le footballeur brésilien Ronaldinho est ensuite annoncé dans le rôle d'un entraineur nommé Ronaldo.
En août 2016, le français Christophe Lambert rejoint la distribution dans le rôle de Thomas Moore.

### Tournage
Le tournage débute courant mai 2016 en Californie. Il a lieu ensuite au Nevada. Le tournage se poursuit en Thaïlande en juin.